# G*Power
G*Power é um software gratuito usado para calcular a potência estatística. O programa oferece a capacidade de calcular a potência para uma ampla variedade de testes estatísticos, incluindo testes t, testes F e testes qui-quadrado, entre outros. Além disso, o usuário deve determinar em qual dos muitos contextos este teste está sendo usado, como uma ANOVA unidirecional versus uma ANOVA multidirecional. Para calcular a potência, o usuário deve conhecer quatro das cinco variáveis: número de grupos, número de observações, tamanho do efeito, nível de significância (α) ou potência (1-β). O G*Power possui uma ferramenta integrada para determinar o tamanho do efeito se não puder ser estimado a partir da literatura anterior ou não for facilmente calculável.